# Józef Huss

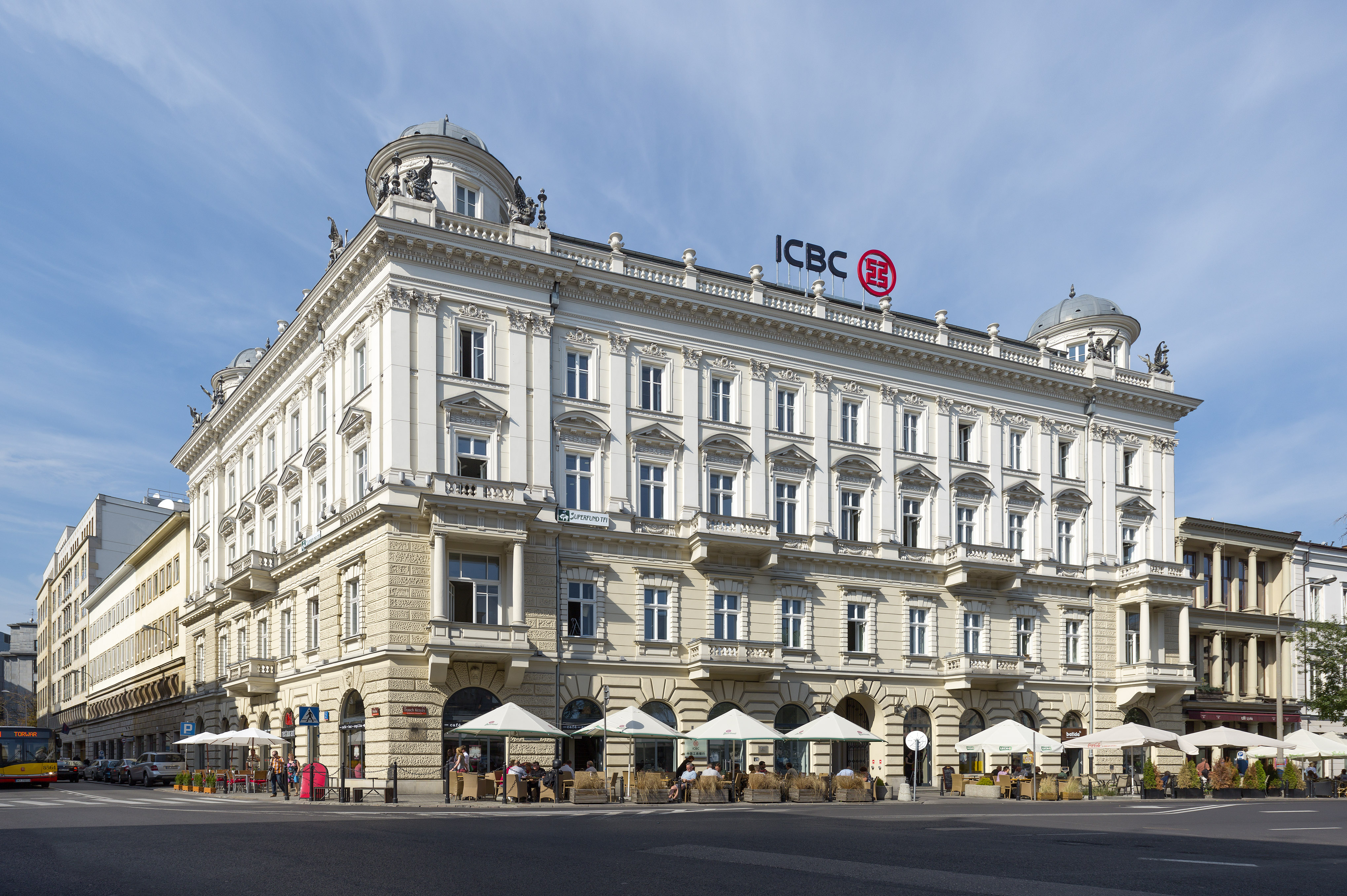
Dom Pod Gryfami w Warszawie

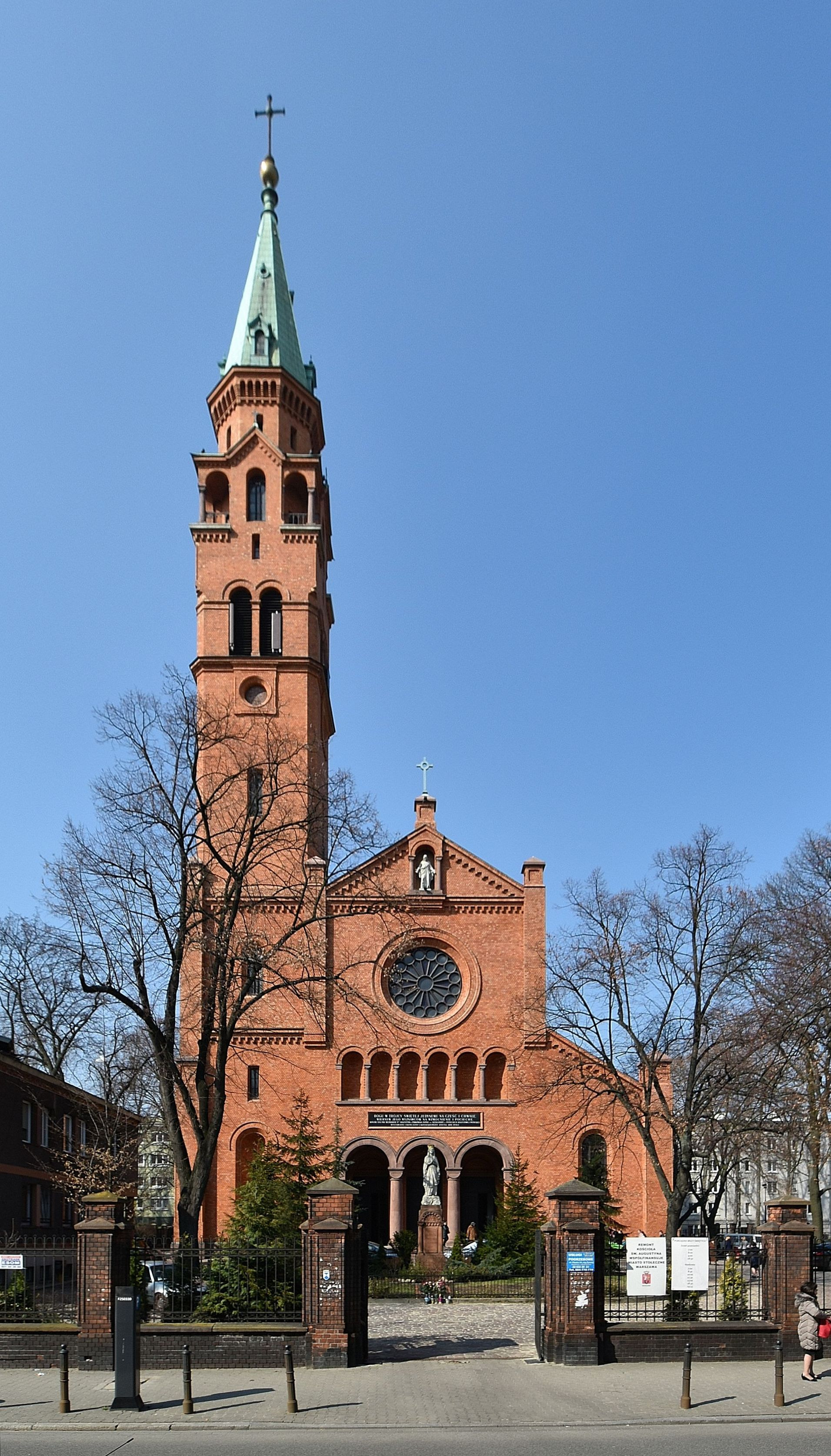
Kościół św. Augustyna w Warszawie

Józef Huss (ur. 11 czerwca 1846 w Krzeszowicach, zm. 15 lutego 1904 w Warszawie) – polski architekt i konserwator zabytków, jeden z wybitniejszych przedstawicieli polskiego eklektyzmu.

## Życiorys
Po studiach w Królewskiej Wyższej Szkole Technicznej w Charlottenburgu, w 1866 osiadł na stałe w Warszawie. Początkowo pracował u Józefa Orłowskiego. Od 1873 stał się jednym z wybitniejszych przedstawicieli eklektyzmu warszawskiego. Spoczywa na cmentarzu Powązkowskim w Warszawie (kwatera 161-1-6).

## Realizacje
- pałacyk Elizy Wielopolskiej w Alejach Ujazdowskich 15 w Warszawie (1875–1876)
- dom Bauerfeinda przy Al. Jerozolimskich 5 (1876)
- dom dr Monkiewicza przy al. Ujazdowskich 3 (1877)
- dwór w Orłowie (1880)
- odbudowa pałacu w Królikarni (1880)
- rozbudowa kamienicy Istomina (1882)
- przebudowa domu Strassburgerów przy ul. Królewskiej 10 (1884)
- dom Borkowskiego przy ul. Marszałkowskiej 110 (1884–1887)
- budowa oficyny poprzecznej domu przy Krakowskim Przedmieściu 30 (1895)
- rozbudowa (skrzydło biblioteki) pałacu Przeździeckich przy ul. Foksal 6 w Warszawie (1891–1892)
- kościół św. Augustyna w Warszawie na Nowolipkach (1891–1896)
- dwór Winnica (II poł. XIX w.)
- pałac Tyszkiewiczów w Zatroczu koło Wilna (1896–1901)
- dworzec Kolei Warszawsko-Kaliskiej (dworzec Warszawa Kaliska) w Alejach Jerozolimskich w Warszawie (1902)
- Dom Pod Gryfami (kamienica Fuchsa, Classenów) przy pl. Trzech Krzyży 18 (ul. Bracka 2) w Warszawie (1884–1886); trzy kopuły, wzorowane na warszawskiej Królikarni, nieodbudowane po wojnie, przywrócone podczas remontu (2006)
- odnowienie pałacu Uruskich przy Krakowskim Przedmieściu 30